# Confucianisme en Indonésie
Le  confucianisme en Indonésie est l'une des religion officiellement reconnue par l'Etat. Il est lié à l'existence d'une diaspora chinoise dans le sud-est asiatique.

## Historique
Une diaspora chinoise est présente en Indonésie , et dès 1690 une école chinoise suivant les préceptes confucianiste est présente à Batavia. Cette communauté prospère pendant la colonisation hollandaise, et avec elle ses principes éthiques. On estime à 217 le nombre d'écoles suivant des principes confucianistes en 1899 à Java, et à 152 dans le reste de l'archipel.
Une association voit le jour en 1900, la Tiong Hoa Hwee Koan (en), qui a pour objectif de la promotion du confucianisme en Indonésie. Celle-ci dispose de 38 antennes locales en 1911, et 93 autres associations de ce type ont vu le jour. Le Confucianisme qu'elle promeut initialement a une dimension religieuse, et présente Confucius comme un prophète, copiant ainsi le vocabulaire de la majorité musulmane de l'archipel. Ce mouvement de revitalisation du confucianisme s'inscrit dans un cadre plus large, initié en Chine par Kang Youwei, et qui dispose de plusieurs relais dans la région, notamment à Singapour avec Khoo Seok Wan et Lim Boon Keng (en). L'objectif de la Tiong Hoa Hwee Koan (en) se concentre dans le domaine de l'éducation en ouvrant une première école en 1901, qui scolarise 250 élèves chinois en 1919. C'est alors une autre association qui va prendre le relais sur la question religieuse, la Khong Kauw Hwee, à partir de 1918. Une autre association importante voit le jour en 1934, la Sam Kauw Hwee, axée elle sur les Trois enseignements.
Avec l'indépendance de l'Indonésie en 1945, une nouvelle organisation religieuse voit le jour en 1955, la Perserikatan Khung Chiao Hui Indonesia, qui dès 1961 formule son confucianisme dans un cadre religieux, présentant Confucius comme étant son prophète. Si le confucianisme est reconnu comme l'une des 6 religions officielles du pays par le président Soekarno en 1965, son renversement par Soeharto remet en cause la situation, et cette reconnaissance est révoquée en 1967. Cette décision intervient dans le cadre plus large d'une politique anti-chinoise qui perdure jusqu'au renversement de Soeharto en 1998.
Le confucianisme bénéficie d'une nouvelle reconnaissance officielle comme religion à partir de 2006, et de nouvelles associations sont crées pour accompagner sa structuration. Au recensement de 2022, 74 899 confucianistes sont dénombrés, soit 0,03% de la population indonésienne.

## Sources